# 貿易通
貿易通電子貿易有限公司（港交所：0536）是一家主要從事電子商務業務的香港公司。

## 經歷
公司於1988年9月，由香港數家商業大企業，包括香港上海滙豐銀行、渣打銀行（香港）、香港國際貨櫃碼頭、現代貨箱碼頭、馬士基、香港空運貨站、華潤集團、太古洋行及香港電訊成立，推動香港國際商易無紙化。
在1992年，香港政府透過財政司司長法團成為貿易通之最大股東。貿易通在2005年10月28日正式於香港交易所主板掛牌上市。2005年純利為9,140萬港幣。貿易通上市後，香港特區政府是最大單一股東，持有12.3%的股權。而其他主要股東包括香港上海滙豐銀行與香港電訊等。香港電訊已於2006年出售持有的貿易通股權。
2011年8月，香港上海滙豐銀行以每股均價1.264元將其持有最後8%貿易通股權，售予貿易通的非執行主席李乃熺，令李氏成為持有貿易通12.94%股權的第一大股東
2012年9月6日貿易通發表通告，表示已接獲香港特區政府委聘顧問ING通知，香港特區政府將於10月18日行使出售選擇權，全數出售以財政司司長法團名義持有的貿易通12.2%股份。有關股份以每股1.245的作價出售予貿易通主席旗下全資擁有的公司。
貿易通於2003年前獨市提供政府電子貿易服務（GETS），包括進出口報關、應課稅品許可證及電子貨物艙單等，目前市佔率達九成。報關業務現時佔貿易通整體收入逾六成，貿易通正逐步發展其他業務，包括在身分管理技術方面，為銀行及金融業提供線上保安解決方案服務，以及自動化倉庫項目等供應鏈應用方案和智能銷售點解決方案等。

## 主要業務
- 政府電子貿易服務及相關服務
- 電子供應鏈解決方案
- 保安方案及身份管理
- 支付科技解決方案

## 外部連結
- 貿易通電子貿易有限公司官方網址（页面存档备份，存于）
- 貿易通電子貿易有限公司在香港聯交所上市的招股章程
- 貿易通電子貿易專網（页面存档备份，存于）